# Warcisław Ier de Świecie
Warcislaw Ier de Swiecie (en polonais Warcisław I Świecki) est né après 1195 et décédé entre 1227 et 1233. Il est le fils de Mestwin Ier de Poméranie et le frère de Świętopełk II de Poméranie.
Warcisław devient le duc de Świecie et de Lubiszewo en 1227.

## Sources
- (pl) Cet article est partiellement ou en totalité issu de l’article de Wikipédia en polonais intitulé « Warcisław I świecki » (voir la liste des auteurs).